# Waldemar Tully Oxholm
Waldemar Tully Oxholm (11. november 1805 i København – 3. august 1876 på Smidstrupgård) var en dansk overhofmarskal og diplomat, broder til Carl Arthur, Oscar og Frederik Thomas Oxholm.

## Karriere som militær
Oxholm var søn af generalløjtnant Peter Lotharius Oxholm og Ann O'Neill. Han dimitteredes 1820 fra Herlufsholm og tog året efter examen philosophicum, hvorefter han betrådte den militære løbebane, i det han 1821 blev sekondløjtnant à la suite i Fodgarden, men sattes 1841 à la suite som major, da han imidlertid var kommet til at beklæde en civil stilling. Hans fader var besidder af store plantager på St. Croix i Dansk Vestindien, og i tidsrummet fra 1822-30 deltog han med et par afbrydelser i bestyrelsen af disse. Oxholm, som 1824 blev kammerjunker, ansattes 1827 som adjudant hos generalguvernøren i Vestindien, kammerherre Peter von Scholten, med hvem han 1834, samme år som han blev regeringsråd, vendte tilbage til København. Samme år udnævntes han til guvernør hos prinserne Christian af Glücksborg og Frederik af Hessen og ledsagede disse 1839 til Universitetet i Bonn, hvor de et par år hørte forelæsninger. Udnævnt til kammerherre 1840 blev Oxholm efter hjemkomsten 1841 kommitteret i General-Toldkammeret og beklædte derpå fra 1842-47 stillingen som hofchef hos kronprinsen, den senere kong Frederik VII.

## Politiker
Efter tronskiftet 1848 kom Oxholm til at spille en politisk rolle. Under de forskellige ministerkombinationer, som Frederik VII tog under overvejelse, rådførte han sig også med Oxholm, og det var denne, der gav kongen det råd, at han i Martsministeriet skulle optage nogle af lederne af den nationalliberale bevægelse. Han anvendtes i slutningen af marts samme år til en diplomatisk sendelse til Sankt Petersborg, hvor han over for den preussiske militærinvasion i Hertugdømmerne skulle opfordre zaren til at udtale sig til fordel for ikke-interventionsprincippet. I juni måned 1848 begav Oxholm sig atter i en officiel mission til zaren, hvis vrede i anledning af fægtningerne i Sundeved han skulle formilde, hvad der også lykkedes ham. Oxholm, der i Stockholm havde været med til afslutningen af en militærkonvention om et svensk-norsk hjælpekorps, var også deltager i de underhandlinger, der i august 1848 førte til afslutningen af våbenstilstanden i Malmø, og han var ligeledes medvirksom ved de frugtesløse forhandlinger om en fred, der fandt sted i London i den første halvdel af 1849. Oxholm, der 1848 var blevet karakteriseret generalmajor, havde som kongevalgt medlem sæde i den grundlovgivende Rigsforsamling, og fra 1849-53 var han medlem af Landstinget. Han beklædte derpå fra 1854-57 posten som det danske monarkis diplomatiske repræsentant i London; men trættet af den udslidende dansk-tyske strid trak han sig tilbage til privatlivet. Oxholm levede nu nogle år på sin gård Tårnborg ved Korsør, hvilken han havde købt 1845. Han var blevet Kommandør af Dannebrog 1844, Storkors 1848.

## Overhofmarskal
Efter kong Christian IX's tronbestigelse i november 1863 udnævntes Oxholm til overhofmarskal og stod højt i yndest hos kongen, der endog under den vanskelige politiske situation 1864 tænkte på at overdrage ham ledelsen af Udenrigsministeriet. 1867 blev han overkammerherre, og 1869 fik han et nyt vidnesbyrd om kongens nåde, i det han dekoreredes med Elefantordenen. Oxholm, der 1866 havde solgt Tårnborg, lod derefter Smidstrupgård opføre ved Vedbæk, hvor han døde 3. august 1876. Han var en mand med et vindende udvortes og lagde praktisk dygtighed for dagen i de forskellige stillinger, han beklædte.
Oxholm var tvende gange gift: 29. maj 1841 ægtede han i Hannover Anna von Rudloff (1821 – 20. september 1841); 29. oktober 1846 viedes han til Marie Sophie Frederikke von Krogh (f. 1815), datter af generalløjtnant Gerhard Christoph von Krogh.
Han er begravet på Garnisons Kirkegård.

## Gengivelser
Der findes portrætmalerier af David Monies fra 1850 og 1867 i familieeje, af storhertuginde Marie af Mecklenburg-Strelitz 1844 ligeså. Buste af Nicolai Schmidt 1878. Litografi af A. Hohneck i Bonn 1841. Xylografi af Georg Pauli 1876.
Han og hustruen stiftede "Overkammerherre Waldemar Tully von Oxholm og Hustrus Fond".